# Design della comunicazione
Il design della comunicazione (in inglese communication design) è la branca del disegno industriale che va a coprire tutti quegli ambiti in cui l'ideazione dei contenuti discende in buona parte dalla loro comunicabilità visuale. Il professionista esperto di design della comunicazione è il designer della comunicazione.
Il termine si è reso necessario perché il campo della progettazione grafica, con l'esplosione dei nuovi media, ha di fatto costretto molti operatori della comunicazione visiva (grafici, direttori artistici, ecc.) ad estendere le loro competenze per poter progettare in modo più funzionale l'interfaccia e il contenuto sottostante.
Design della comunicazione è termine oggi usato anche per definire la progettazione di un qualsiasi prodotto di comunicazione purché questa sia comprensiva di tutti i livelli; dalla strategia alla creatività fino all'esecuzione tecnica.
Nella definizione che viene data alla voce "design della comunicazione" dell'Enciclopedia Treccani, si legge: "Le attività progettuali connesse alla comunicazione, in particolare alla comunicazione visiva, si diversificano e si ridefiniscono in relazione alle innovazioni tecnologiche, agli sviluppi produttivi e alle riorganizzazioni sociali".